# ウイルソン・スポーティング・グッズ

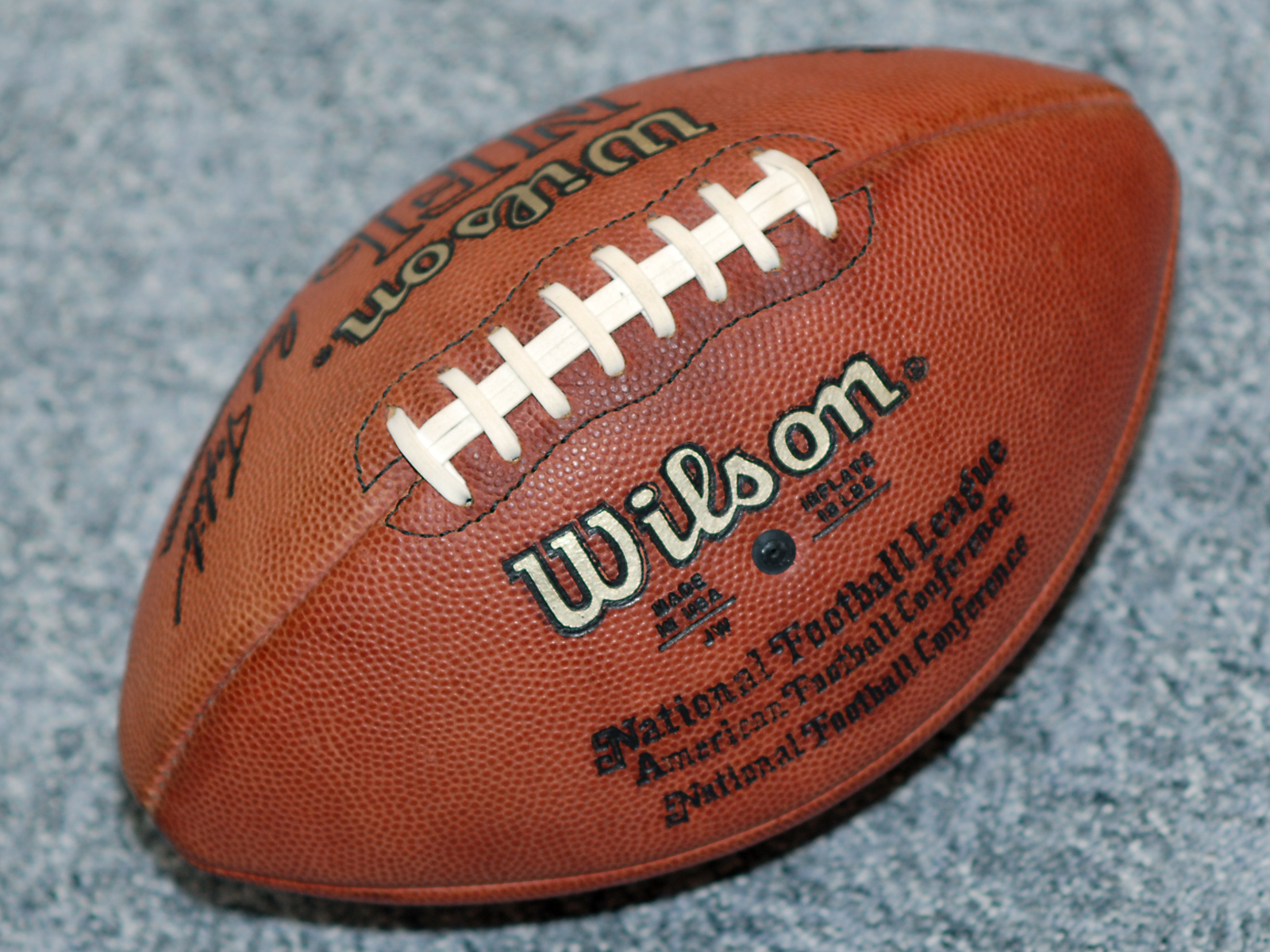
ウイルソン製のアメリカンフットボール

ウイルソン・スポーティング・グッズ・カンパニー（Wilson Sporting Goods Company）は、ウイルソン（Wilson）のブランド名で知られるアメリカ合衆国のスポーツ用品製造企業である。

## 概要
イリノイ州シカゴに本社を置くウイルソン社は「アッシュランド・マニファクチャリング・カンパニー」という精肉業として創業し、1913年に精肉の際に出る皮やスジを再利用する形でスポーツ用品の製造を始めた。1916年に当時の大統領ウッドロウ・ウィルソンにあやかって社名を変更するが法務局から「大統領と同じ名前では畏れ多い」と一度は申請を拒否された。しかし同社は「社長を「ウィルソン」という名の社員に変更する」という手で申請を認めさせた。同社は1970年にペプシコに買収され、1989年からはフィンランド企業アメアスポーツの子会社となっている。

### 日本国内における展開
日本では、当初、ソニー株式会社との合弁で、ソニーウイルソン株式会社として発足し、その後アメアスポーツジャパン株式会社が代理店として輸入やライセンス管理を行っているが、ゴルフについては2008年1月1日よりキャスコ株式会社がライセンスを取得し事業を引き継いでいる。
2016年頃から、ウイルソンとアメアスポーツジャパンは、日本国内でテニスラケットの値崩れが生じないよう、並行輸入に係わる業者に圧力をかけていたことが、後年、公正取引委員会の調査で判明。2022年、アメアスポーツジャパンは公正取引委員会に対し改善計画の提出を行い認められた。

### その他
日本国内においては、ペプシコーラの日本法人の日本ペプシコ がウイルソンの名を関したスポーツドリンクを販売していた時期があった。1998年にサントリーフーズに事業譲渡された際に、名前は引き継がれず販売終了となった。

## 各競技との関わり

### テニス
ウイルソンがテニス用品の製造を開始したのは1916年で、多数の著名選手がウイルソンのラケットを使用している。
- ロジャー・フェデラー
- フアン・マルティン・デル・ポトロ
- ダビド・ゴファン
- グリゴール・ディミトロフ
- ダニエル・ネスター
- ミロシュ・ラオニッチ
- フェリシアーノ・ロペス
- 錦織圭
- ガエル・モンフィス
- マーディ・フィッシュ
- セリーナ・ウィリアムズ
- ビーナス・ウィリアムズ
- シュテフィ・グラフ
- ステファン・エドベリ
- ジミー・コナーズ
- クリス・エバート
- ピート・サンプラス
- ジム・クーリエ

### ゴルフ
ウイルソンは1914年にゴルフ用品の製造を開始。1922年にスポーツ界で初めてのアドバイザリースタッフ契約をジーン・サラゼンと結び、数々のメジャータイトルを取得して名声を高めた。サンドウェッジはウイルソンがサラゼンと協力して開発したものである。また、アーノルド・パーマー、ニック・ファルドらをはじめとする著名な選手とも契約を結んだ。ゴルフにおいては、ウイルソン・スタッフブランドも使用している。

### 野球
ウイルソンはゴルフ用品と同じ1914年に野球用品の製造を開始。1923年にはベーブ・ルース専用のグローブを開発した。
バットについては2009年より新ブランド「DeMARINI（ディマリニ）」に変更されている。ディマリニは1990年代にアメリカにおいて高性能バットを開発・発売していたが2000年にウイルソンに吸収合併されている。
2015年3月、バットメーカー・ルイビルスラッガーを買収すると発表、ディマリニとともにウイルソンのバットのブランドとなる。
日本プロ野球での用具契約
- 契約選手
  - 青木宣親（ヤクルトスワローズ・東京ヤクルトスワローズ→MLB（7球団に所属）→東京ヤクルトスワローズ）グラブのみ
  - 外崎修汰（埼玉西武ライオンズ）：グラブ、バット（ルイビルスラッガー）
  - 東克樹（横浜DeNAベイスターズ）
  - 小園海斗（広島東洋カープ、2022年～）：グラブ、バット（ルイビルスラッガー）
- 現役で以前契約していた選手
  - 小川泰弘（東京ヤクルトスワローズ）[5]
- 引退選手
  - 池山隆寛（ヤクルトスワローズ）
  - 入来祐作（読売ジャイアンツ→北海道日本ハムファイターズ→ニューヨーク・メッツ→トロント・ブルージェイズ傘下→横浜ベイスターズ）
  - 田中賢介（日本ハムファイターズ・北海道日本ハムファイターズ→サンフランシスコ・ジャイアンツ→北海道日本ハムファイターズ）スパイク・グラブ以外
  - 鶴岡慎也（日本ハムファイターズ・北海道日本ハムファイターズ→福岡ソフトバンクホークス→北海道日本ハムファイターズ）
  - 畠山和洋（ヤクルトスワローズ・東京ヤクルトスワローズ）バットのみ
- 2012年よりNPB審判防具のオフィシャルサプライヤー。

### アメリカンフットボール
アメリカンフットボールでは、1941年以来、ウイルソンが唯一のNFL公認球に指定されている。

#### 組織
- NFL – 公式ボール
- UFL – 公式ボール
- CFL – 公式ボール

#### チーム
ユニフォーム提供
| - シカゴ・ベアーズ - シンシナティ・ベンガルズ - バッファロー・ビルズ - デンバー・ブロンコス - クリーブランド・ブラウンズ - タンパベイ・バッカニアーズ - アリゾナ・カージナルス - ロサンゼルス・レイダース - ロサンゼルス・ラムズ - ミネソタ・バイキングス | - カンザスシティ・チーフス - インディアナポリス・コルツ - ダラス・カウボーイズ - マイアミ・ドルフィンズ - サンフランシスコ・フォーティナイナーズ - ジャクソンビル・ジャガーズ - シアトル・シーホークス - グリーンベイ・パッカーズ - カロライナ・パンサーズ - ニューイングランド・ペイトリオッツ |  |  |

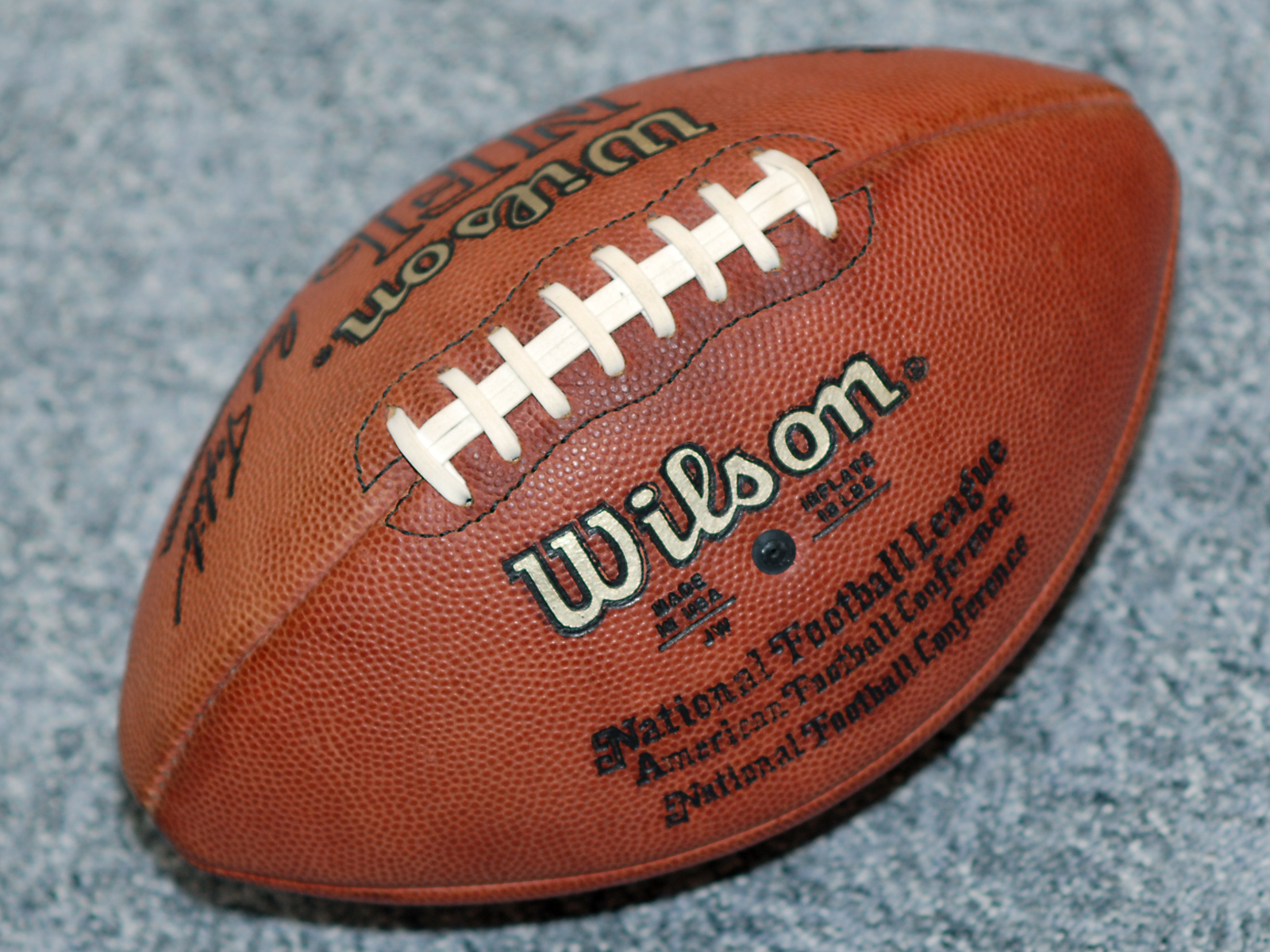
A Wilson アメリカンフットボール.

### バスケットボール

#### 協会
- FIBA – ３×３チャンピオンシップ公認球[6]
- ポルトガルバスケットボール協会 – Official ball
- 全米大学体育協会 – 公認球[7]
- NBA – 公認球 (2021-22シーズンから)

#### クラブチーム
- 安養KGC人参公社
- 昌原LGセイカーズ

#### リーグ
- UBAプロバスケットボールリーグ – 全チーム